# Listroptera tenebricosa
Listroptera tenebricosa là một loài bọ cánh cứng trong họ Cerambycidae.